# Juan Gelabert Margüello
Juan Miguel "Juanmi" Gelabert Margüello (Capdepera, 29 de setembre de 1972) és un exfutbolista mallorquí, que ocupava la posició de defensa.

## Trajectòria
A Mallorca hi va començar al CE Escolar abans d'entrar a les categories inferiors del RCD Mallorca. Sense debutar amb el primer equip, el 1990 es marxa al castellà CD Venta de Baños, amb qui disputaria una temporada abans de recalar al Palencia CF, de Segona Divisió B. Després de quatre temporades a l'equip palentí, amb qui va estar a punt d'ascendir, recala a l'Elx CF. Amb els valencians aconsegueix l'ascens a Segona Divisió el 1997.
Juga fins a 39 partits i marca el seu únic gol a Primera i Segona Divisió en eixa temporada 97/98. L'Elx però, perd la categoria, i el defensa fitxa per l'Hèrcules CF, amb qui torna a descendir. Després d'una temporada a Segona B amb els herculans, el mallorquí retorna a la categoria d'argent de la mà del Recreativo de Huelva.
A Huelva qualla una gran temporada, sumant 40 partits, que possibiliten el seu fitxatge pel Sevilla FC. Amb els sevillans debuta en primera divisió la 01/02. No es fa amb la titularitat en els dues temporades que hi roman a l'equip sevillà, i el 2003 retorna a la Segona, ara amb el Córdoba CF.
Disputa dues campanyes amb els blanc-i-verds, la primera titular i la segona més discreta. L'estiu del 2005 s'incorpora a l'Sporting de Gijón, amb qui milita altres dues temporades. A les postres, a finals de la temporada 06/07, es veu obligat a deixar la pràctica del futbol ates una lesió a l'ull resultat una pilotada. En total, suma prop de 250 partits entre Primera i Segona Divisió.